# Carlos Ester
Carlos Antonio Ester Sánchez (Bilbao, 1 de julio de 1976) es un político español del PP de Canarias que ha desarrollado su carrera política en Gran Canaria. Ha ocupado cargos como concejal en el Ayuntamiento de Las Palmas de Gran Canaria, consejero en el Cabildo Insular de Gran Canaria y diputado en el Parlamento de Canarias. Desde enero de 2024, preside el Partido Popular en la isla de Gran Canaria.

## Biografía
Carlos Ester nació en Bilbao el 1 de julio de 1976 y se trasladó a Gran Canaria a la edad de 11 años. Es licenciado en Derecho por la Universidad de Las Palmas de Gran Canaria (ULPGC) y posee una diplomatura en Estudios Avanzados en Filosofía del Derecho por la misma universidad. Ha impartido asignaturas de Derecho Civil y Mercantil en titulaciones universitarias en la ULPGC.

## Trayectoria profesional
Antes de su dedicación plena a la política, Ester trabajó en el sector turístico y hostelero durante los años 1997 y 1998. En 2020, emprendió un negocio propio como autónomo. También ha desempeñado funciones como técnico en el Instituto Municipal para el Empleo y la Formación (IMEF) del Ayuntamiento de Las Palmas de Gran Canaria, cargo en el que actualmente se encuentra en excedencia por encontrarse ejerciendo funciones políticas.[cita requerida]
Preside el PP de Gran Canaria desde el año 2024 y es portavoz adjunto del Grupo Popular en el Parlamento de Canarias, cargo que se le otorgó tras haber sido elegido en las elecciones autonómicas de 2023, por las que fue en listas en la circunscripción de Gran Canaria.

## Trayectoria política
Carlos Ester ha ocupado diversos cargos en la administración pública, y ha tenido contacto con varias escalas en Canarias. Ha ocupado cargos tanto a nivel municipal, como insular, además de autonómico. Asimismo, ha formado parte del Comité Ejecutivo del PP de Canarias como vicesecretario de organización, además de ser parte de la directiva del PP de Gran Canaria, siendo encargado de la vicesecretaría de Acción Política antes de haber sido nombrado presidente.

#### Concejal de Deportes en el Ayuntamiento de Las Palmas de Gran Canaria (2011-2015)
Tras las elecciones municipales del año 2011, el Partido Popular de Juan José Cardona desplazó a Jerónimo Saavedra a la oposición tras haber obtenido una mayoría absoluta de 16 concejales de 29. En dichas elecciones, Ester fue en las listas electorales de los populares y fue nombrado Concejal de Deportes del Ayuntamiento de Las Palmas de Gran Canaria. Durante su etapa, presidió además el Instituto Municipal de Deportes de la capital.
A lo largo de la legislatura, Ester centró sus esfuerzos en la conservación, mejora y gestión de las instalaciones deportivas municipales. Bajo su liderazgo, se crearon y consolidaron eventos como la Bestial Race, el Criterium de Siete Palmas, la Carrera de La Minilla, la Carrera de Vegueta, la Vertical Run, el Torneo Ciudad de Las Palmas de Gran Canaria de taekwondo y un torneo internacional de fútbol sala.[cita requerida]

#### Diputado en el Parlamento de Canarias
Fue elegido diputado en el Parlamento de Canarias en la VI Legislatura (2003-2007), repitiendo en la VII (2007-2011) y regresando en la X Legislatura (2019-2023). Durante su labor parlamentaria, ha formado parte de diversas comisiones, incluyendo las de Sanidad, Presupuestos, Educación, Universidad, Cultura y Deportes. Repitió de nuevo en las listas del PP por la isla de Gran Canaria para la XI Legislatura (2023-2027), en la que además, se le nombró portavoz adjunto de su grupo parlamentario.
Ha presentado preguntas sobre la ejecución presupuestaria del Servicio Canario de Empleo y ha propuesto medidas para reactivar el mercado laboral, especialmente para parados de larga duración y mayores de 45 años. Además, mostró preocupación por la brecha digital en la educación, cuestionando sobre la falta de dispositivos para clases online y la vacunación de docentes durante la pandemia. Por otra parte, ha abordado temas relacionados con la recuperación del sector turístico post-COVID-19, proponiendo medidas fiscales y estrategias para impulsar el turismo en Canarias, así como también ha presentado iniciativas para mejorar programas como el POSEI del tomate y ha propuesto medidas para la comercialización del vino canario y la protección de la apicultura. Ha propuesto, asimismo, iniciativas para fomentar las comunidades energéticas, descarbonizar el sector náutico y avanzar en la nueva ley de montes de Canarias.

#### Consejero en el Cabildo de Gran Canaria y portavoz del Grupo Popular en el Cabildo (2015-2019)
Tras las elecciones al Cabildo de Gran Canaria del año 2015, isla que había sido un feudo del PP en Canarias durante muchos años, sufrieron un batacazo electoral sin precedentes, cayendo desde los 14 hasta los 6 consejeros insulares, pasando a la oposición y siendo adelantados por Nueva Canarias, que obtuvo 9 consejeros. Hasta el año 2018, la portavocía del Grupo Popular la ostentaba el actual viceconsejero de Industria, Comercio y Consumo del Gobierno de Canarias, Felipe Afonso El Jaber, año en el que pasó a ocuparla Carlos Ester.

#### Delegado Especial del Ministro de Hacienda en la Zona Franca de Gran Canaria (2017-2019)
Tras un acuerdo entre el Partido Popular y Coalición Canaria en el año 2017, Carlos Ester fue nombrado Delegado Especial del Ministro de Hacienda y Función Pública en la Zona Franca de Gran Canaria, cargo que en aquel momento ocupaba Cristóbal Montoro, desempeñando funciones relacionadas con la promoción económica y la gestión fiscal en la isla.

#### Presidente del Partido Popular de Gran Canaria (2024-actualidad)
En enero de 2024, Carlos Ester fue designado presidente de la gestora del Partido Popular en Gran Canaria, sucediendo al exalcalde de Santa Brígida, Miguel Jorge. Su objetivo es revitalizar la presencia del PP en la isla y preparar al partido para futuras citas electorales. Se ha centrado principalmente en la reconstrucción interna del partido, el fortalecimiento de la presencia de los populares en los municipios de la isla de Gran Canaria, y en preparar a los suyos para las elecciones municipales, insulares y autonómicas de 2027.